# Albert Sàbat i Vilà
Albert Sàbat i Vilà   (Llagostera, 23 d'agost de 1985) és un exjugador de bàsquet català. Amb una alçada d'1,82 metres jugava a la posició de base.

## Carrera esportiva
Format a les categories inferiors del Club Bàsquet Llagostera i el CB Sant Josep, va debutar a la lliga ACB amb 17 anys la temporada 2002/2003 vestint la samarreta del Casademont Girona i va participar en l'europeu del 2005 amb la selecció espanyola sub20.
La temporada 2005 - 2006 fitxa pel Lleida Bàsquet i la 2006 - 2007 pel Tenerife Baloncesto on no acaba la temporada, ja que fitxa pel Gestibérica Vigo de LEB-2. La següent temporada fitxa per l'Akasvayu Vic on completa una molt bona temporada, fet que els permet ascendir a la LEB Or. Quan, abans de la temporada 2008-2009, desapareix el projecte Akasvayu, fitxa pel renovat CB Sant Josep, on juga dues temporades.
Llavors, s'incorpora a l'Iberostar Canarias, on protagonitza un partit espectacular anotant 9 triples, actualment rècord de la competició compartit amb Nemanja Mitrovic Arxivat 2016-11-04 a Wayback Machine., i aconsegueix l'ascens a l'ACB, categoria a la qual no podrà jugar perquè l'equip canari no el renova.
La temporada 2012 - 2013 fitxa pel Lucentum Alacant, on anota 8,9 punts per partit i roba 1,4 pilotes de mitjana, aconseguint una valoració mitjana de 10,3 i essent MVP de la primera jornada de la LEB Or. A la fi de la temporada, l'equip també es guanya el dret de jugar l'ACB la temporada següent; però l'ascens no es materialitza per temes extraesportius. A l'estiu, fitxa pel Ford Burgos, també de LEB Or, on militarà durant dues temporades i on aconseguirà dos ascensos més a l'ACB, tot i que cap d'ells tampoc no es materialitza per qüestions extraesportives.
L'estiu de 2015 és a punt de fitxar pel Melilla, també de LEB Or; però rep una oferta del Joventut de Badalona, equip amb el qual fitxa per dues temporades. A la temporada 2016/2017 aconsegueix ser MVP de la Jornada 6 amb 26 punts amb 6/8 amb tirs de tres, 6/8 en tirs lliures i 1/3 en tirs de dos punts, també va repartir 4 assistències i va provocar 4 faltes personals sumant un total de 25 de Valoració ACB. La temporada 2017-18 fitxa pel Monbus Obradoiro, on s'hi estarà dues temporades.
L'estiu de 2019 es converteix en el primer fitxatge d'un Bàsquet Girona que es troba a LEB PLata i que, presidit per Marc Gasol, pretén arribar a l'ACB en període molt curt de temps, èxit que aconseguirà la temporada 2021-2022.
El juliol de 2022 anuncià la seva retirada i va passar a formar part del cos tècnic del Girona.

## Trajectòria
- 1993-1997 Club Bàsquet Llagostera
- 1997-1998 CB Sant Josep
- 1998-1999 CB Sant Josep
- 2001-2002 CB Sant Josep
- 2002-2003 Club Bàsquet Adepaf (Figueres) i Casademont Girona
- 2003-2004 Club Bàsquet Adepaf (Figueres) i Casademont Girona
- 2004-2005 Club Bàsquet Adepaf (Figueres) i Casademont Girona
- 2005-2006 Lleida Bàsquet
- 2006-2007 Tenerife Baloncesto
- 2006-2007 Gestibérica Vigo
- 2007-2008 Akasvayu Vic
- 2008-2009 Akasvayu Vic
- 2008-2009 CB Sant Josep
- 2009-2010 CB Sant Josep
- 2010-2011 Club Baloncesto Canarias
- 2011-2012 Club Baloncesto Canarias
- 2012-2013 Club Bàsquet Lucentum Alacant
- 2013-2015 Club Baloncesto Tizona (Burgos)
- 2015-2017 Club Joventut de Badalona
- 2017-2019 Obradoiro CAB
- 2019-2022 Bàsquet Girona

## Palmarès
- 2007-08. Akasvayu Vic. LEB Plata. Campió
- 2007-08. Akasvayu Vic. Copa LEB Plata. Campió
- 2011-12. Iberostar Canarias. LEB Or. Campió
- 2011-12. Iberostar Canarias. Copa Príncep. Campió
- 2012-13. Lucentum Alacant. LEB Or. Campió del Playoff
- 2013-14. Ford Burgos. LEB Or. Campió del Playoff
- 2014-15. Ford Burgos. LEB Or. Campió